# Pasaje Bus
Pasaje Bus es la primera plataforma que permite comprar tickets interurbanos en tiempo real, lanzada en diciembre de 2014. La plataforma permite buscar, comparar y comprar opciones de múltiples operadores de buses. Además, es una plataforma recomendada por Sernac.

## Historia
PasajeBus fue fundada en mayo de 2014 por dos emprendedores de origen Indio; Amit Sodani y Dasharatham Bitla. La empresa forma parte del Microsoft Imagine Business Lab Chile, donde recibió fondos de CORFO y del Gobierno de Chile. PasajeBus también logró levantar financiamiento desde Silicon Valley y de la red de inversionistas Ángeles en Chile.
En 2017, PasajeBus incorporó a Pullman Bus a sus empresas asociadas, lo que convierte a la empresa en el primer y más grande distribuidor en línea de asientos de buses en Chile. 
En abril de 2021, PasajeBus.com cambió su nombre a 'kupos.cl' para posicionarse como una plataforma agregadora de transporte terrestre multimodal. Junto con los boletos de bus interurbano, kupos.cl ahora también ofrece boletos de tren, recarga de bip, servicio de transfer, etc.

## Financiamento
Desde su incorporación, PasajeBus ha levantado más de USD$2M de financiamiento en los últimos dos años. Las inversiones más recientes incluyen USD1M de la Familia Daire y un fondo de Start-Up Chile y CORFO equivalente a USD$120K.

## Servicios
1. El servicio a pasajeros en la página web y la aplicación móvil donde pueden buscar, comparar y comprar ticket en tiempo real.
2. Servicio GDS (Sistema de Distribución Global; por sus siglas en inglés) que permite a cualquier persona poder convertirse en una agencia de viajes y vender ticket de las empresas de buses asociadas.
3. Servicio SaaS (Software como un Servicio; por sus siglas en inglés) que permite a los operadores de bus poder inventariar sus servicios, asientos, así como poder registrar gastos e ingresos, que permite llevar un mejor control sobre el negocio.[7]